# China Media Capital
China Media Capital è una società ad azionariato diffuso e venture capital cinese specializzata in capitale di sviluppo. Ha sede a Shanghai, dove fu fondata nel 2009, e a Pechino.
È un consorzio che investe in settori specifici come sport, media e intrattenimento. Il fondo di investimento possiede azioni di varie società calcistiche, tra cui il Manchester City, tramite il City Football Group, nonché azioni del DS TECHEETAH Formula-E, team da competizione cinese impegnato nel campionato di Formula E.